# Konrad Gruter
Konrad Gruter (* um 1370 in Werden) war ein deutscher Kleriker und Verfasser des ältesten Mechanik-Traktats Westeuropas.

## Leben und Wirken
Konrad Gruter wurde um 1370 in Werden an der Ruhr (heute Essen) geboren und ist der Verfasser der Schrift De aquarum conductibus, molendinis aliisque machinis et aedificiis (Von Wasserleitungen, Mühlen und anderen Maschinen und Gebäuden)(1424), deren Autor lange unbekannt war und erst 2006 eindeutig zugeordnet werden konnte. Das reich illustrierte, aufwändig gestaltete Maschinenbuch gilt als der „älteste Mechanik-Traktat Westeuropas“. 
Konrad Gruter war Sohn einer landbesitzenden Ministerialen-Familie (genannt auch: Fermentarius/Fermentator = Brauer) des Benediktinerklosters in Werden an der Ruhr (heute Essen-Werden). Ein Verwandter fungierte dort zwischen 1348 und 1354 als Amtmann. Vielleicht besuchte Gruter die Lateinschule des Klosters. Bereits 1380 ist urkundlich die Anwartschaft auf eine Pfründe an St. Andreas zu Köln nachzuweisen. Zwischen 1391 und dem Herbst 1393 studierte er an der Universität zu Köln, um anschließend nach Italien zu reisen, wo er viele Jahre als Kleriker an verschiedenen Orten verbrachte.
Zunächst kam Konrad Gruter an den Hof von Papst Bonifatius IX. nach Rom, wo er sieben Jahre lang eine Art Versuchslabor leitete, in dem er Versuche zur Hydrotechnik und zur Konstruktion eines Ewigen Rades (Perpetuum mobile) durchführte. Nach dem Scheitern dieser Anstrengungen ging er 1400 nach Norditalien, wo er unter anderem in Modena, Ferrara, Padua, Camerino und Lucca arbeitete. Auch besuchte er Florenz, Ravenna und Venedig.
Gruters Prachthandschrift entstand schließlich im Auftrag von Erik VII., König von Dänemark, Norwegen und Schweden, Herzog von Pommern 1424 in Venedig. In drei Teilen werden hier unter anderem Bauweisen von Wassermühlen und Techniken der Wasserhebung erläutert. Sie gelangte jedoch nie in die Hände des Auftraggebers und verblieb in Italien, bis sie 1623 in die päpstliche Bibliothek gelangte, wo sie sich heute noch befindet (Codex Vaticanus latinus 5961). Die Handschrift im Vatikan ist mit die Nachnutzung behinderndem Wasserzeichen einzusehen.
Die Arbeiten Konrad Gruters waren auch den Ingenieuren der Renaissance bekannt. So befinden sich weitere Entwicklungen seiner Ideen in den Illustrationen Leonardo da Vincis.

## Ausgaben
- Dietrich Lohrmann, Horst Kranz, Ulrich Alertz (Hrsg.): Konrad Gruter von Werden: De machinis et rebus mechanicis. Ein Maschinenbuch aus Italien für den König von Dänemark. 1393–1424 (= Studi e testi. 428–429). 2 Bände (Bd. 1: Einleitung. Bd. 2: Edition.). Biblioteca Apostolica Vaticana, Città del Vaticano 2006, ISBN 88-210-0786-3 (kritische Edition des lateinischen Textes mit deutscher Übersetzung, Einleitung und Kommentar)